# 狩場山地
狩場山地（かりばさんち）は、渡島半島北部をほぼ東西に走る山地である。後志利別川北側を走っており、後志総合振興局、檜山振興局、渡島総合振興局に跨っている。
一帯は、狩場茂津多道立自然公園に指定されている。
また、狩場山地西部は、狩場山自然休養林、東部は美利河・二股自然休養林に指定されている。
狩場山地中央の賀老高原には賀老の滝が存在する。
冬季にはスノーモービルの乗り入れも見られるが、2024年には東狩場山にて雪崩による死亡事故も発生している。

## 主な山
- 狩場山 (1520m)　- 狩場山地最高峰・日本三百名山
- 東狩場山 (1319m)
- フモンナイ岳 (1337m)
- 前山 (1260m)
- オコツナイ岳 (1170m)
- 大平山 (1191m)
- メップ岳 (1147m)
- カスベ岳 (1050m)
- カニカン岳 (981m)
- 長万部岳 (973m)

## 植生
狩場山地はブナの北限地帯である。ブナの原生林としては、日本一の面積を誇る。
森林限界付近(800m～1000m)は、ダケカンバ・ハイマツの植生がみられる。

## 交通
狩場山地は、日本海側に向けて急峻に落ち込む地形のため、付近の海岸線は、交通の難所である。
平成9年には、国道229号第2白糸トンネルの崩落事故があり、長期の通行止めを余儀なくされた。
- 国道229号（日本海側を南北に縦断）
- 北海道道836号島牧美利河線（建設中止）
- 峰越連絡林道（狩場山地を縦断　現在は通行不能）